# Assur-nirari IV
Assur-nirari IV o Aššur-nērārī IV (Assur es mi ayuda), fue un rey asirio, (1018 a. C. - 1013 a. C.) hijo y sucesor de Salmanasar II.
Según la Lista de epónimos, Assur-nirari reinó durante seis años, durante los cuales se creó el sistema cronológico de los limu.
El rey de Babilonia, Ninurta-kudurri-usur I (987 – 985a. C.) es su contrapartida en la Lista sincrónica de reyes, pero la cronología convencional sugiere más bien a un monarca anterior, Simbar-Shipak (1025-1008 a. C.). Un rey posterior, Asurnasirpal II menciona a "Sibir, rey de Karduniaš", en el contexto de la captura de la ciudad de Atlila, en sus anales, y los historiadores han tratado de identificar a este individuo con Simbar-Šipak, sugiriendo que estaba en guerra con los asirios en este tiempo.
Su sucesor fue su tío, Assur-rabi II, un hijo de Asurnasirpal I. Las circunstancias de su sucesión son desconocidas, y la Listas asiria de reyes no da indicación de que fuera derrocado, la causa habitual de que un tío sucediera a su sobrino, en la monarquía asiria.